# ビフルオリド

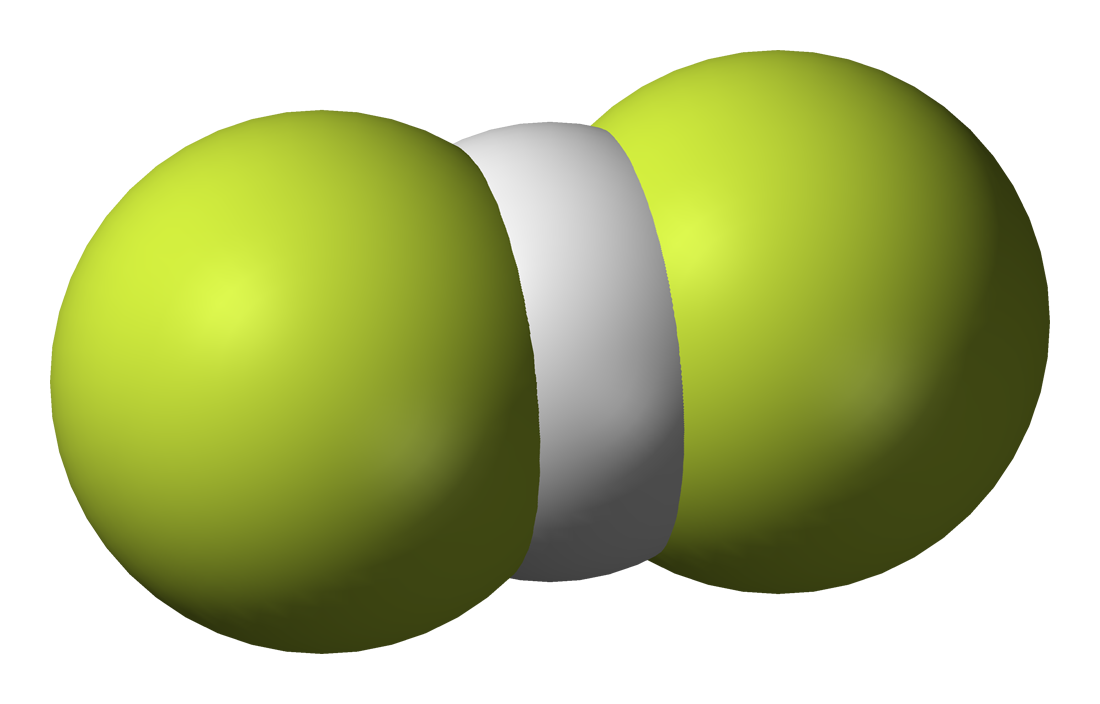
二フッ化水素アニオン

ビフルオリド（英: bifluoride） は、化学式 HF2− のアニオンである。二フッ化水素イオンとも呼ばれる。これは点対称な分子で、強力な水素結合を持つことで知られる。F-H 間の結合長は114pm、結合強さは>155 kJ mol−1である。分子軌道ダイアグラムでは三中心四電子結合をしている。電気的に中性な化合物 HF2 も考えられるが、存在しない。

## 塩
ビフルオリドの塩はよく見かけられ、例えばフッ化水素カリウム KHF2、フッ化水素アンモニウム [NH4][HF2] がある。事実、フッ化物イオンによる無水化合物（例、フッ化テトラ-n-ブチルアンモニウム）の塩の多くはこのアニオンを含んでいる。